# Raveena Tandon
Raveena Tandon (Bombay, 26 oktober 1974) is een Indiaas actrice die voornamelijk in Hindi films speelt.

## Biografie
Tandon maakte haar debuut met Patthar Ke Phool in 1991. In '93 had ze er 7 en '94 zelfs 9 releases, waaronder de hits Mohra en Dilwale die haar in een klap een sterrenstatus opleverde. Toen haar in The Kapil Sharma Show gevraagd werd hoe ze het voor elkaar kreeg zoveel films uit te brengen, antwoordde ze "de dialogen en de rollen die ze speelde waren veelal hetzelfde, het was een kwestie van omkleden en doorgaan naar de volgende opnames". 

## Filmografie

### Films
| Jaar | Film                                | Rol                 | Opmerking                           |
| ---- | ----------------------------------- | ------------------- | ----------------------------------- |
| 1991 | Patthar Ke Phool                    | Kiran Khanna        |                                     |
| 1992 | Jeena Marna Tere Sang               | Asha                |                                     |
| 1993 | Pehla Nasha                         | Avantika Bajaj      |                                     |
| 1993 | Divya Shakti                        | Priya               |                                     |
| 1993 | Kshatriya                           | Nilima              |                                     |
| 1993 | Parampara                           | Vijaya              |                                     |
| 1993 | Ek Hi Raasta                        | Priya Choudhry      |                                     |
| 1993 | Ratha Saradhi                       | Rekha               | Telugu film                         |
| 1993 | Bangaru Bullodu                     | Priya               | Telugu film                         |
| 1994 | Zamane Se Kya Darna                 | Anju Rajpal         |                                     |
| 1994 | Dilwale                             | Sapna               |                                     |
| 1994 | Insaniyat                           | Salma               |                                     |
| 1994 | Imtihaan                            | Priti               |                                     |
| 1994 | Laadla                              | Kajal               |                                     |
| 1994 | Andaz Apna Apna                     | Raveena/ Karishma   |                                     |
| 1994 | Aatish                              | Nisha               |                                     |
| 1994 | Mohra                               | Roma Singh          |                                     |
| 1994 | Main Khiladi Tu Anari               |                     | nummer "My adorable darling"        |
| 1994 | Sadhu                               | Selvi               | Tamil film                          |
| 1995 | Taqdeerwala                         | Lilly               |                                     |
| 1995 | Zamaana Deewana                     | Priya Singh         |                                     |
| 1995 | Saajan Ki Baahon Mein               | Sapna Narang        |                                     |
| 1996 | Vijeta                              | Vijaya              |                                     |
| 1996 | Khiladiyon Ka Khiladi               | Priya               |                                     |
| 1996 | Rakshak                             |                     | nummer "Sheher ki ladki"            |
| 1997 | Ziddi                               | Jaya                |                                     |
| 1997 | Daava                               | Seema               |                                     |
| 1997 | Deewana Mastana                     |                     | cameo                               |
| 1997 | Ghulam-E-Mustafa                    | Kavita              |                                     |
| 1997 | Vinashak - destroyer                | Kajal               |                                     |
| 1998 | Keemat: they are back               | Sharmili            |                                     |
| 1998 | Salaakhen                           | Neha                |                                     |
| 1998 | Aunty No.1                          | Sandhya             |                                     |
| 1998 | Gharwali Baharwali                  | Kajal               |                                     |
| 1998 | Dulhe Raja                          | Kiran Singhania     |                                     |
| 1998 | Barood                              | Neha Singhal        |                                     |
| 1998 | Bade Miyan Chote Miyan              | Seema               |                                     |
| 1998 | Pardesi Babu                        | Karuna              |                                     |
| 1999 | Anari No.1                          | Sapna               |                                     |
| 1999 | Jai Hind                            | Gulnar              |                                     |
| 1999 | Rajaji                              | Payal               |                                     |
| 1999 | Shool                               | Manjari Singh       |                                     |
| 1999 | Gair                                | Madhu               |                                     |
| 1999 | Upendra                             | Keerthi             | Kannada film                        |
| 2000 | Tune Mera Dil Le Liyaa              | Janam/ Reshma       |                                     |
| 2000 | Jung                                | Naina               |                                     |
| 2000 | Bulandi                             | Meena               |                                     |
| 2000 | Khauff                              |                     | nummer "Ankh ladti hai to ladne de" |
| 2000 | Kahin Pyaar Na Ho Jaaye             | Nisha               |                                     |
| 2000 | Ghaath                              |                     | nummer "Baba meri yeh jawaani"      |
| 2001 | Daman: A victim of marital violence | Durga               |                                     |
| 2001 | Aks                                 | Neeta               |                                     |
| 2001 | Akasa Veedhilo                      | Indu                | Telugu film                         |
| 2001 | Aalavandhan                         | Tejaswini           | Tamil film                          |
| 2001 | Abhay                               | Tejaswini           |                                     |
| 2001 | Officer                             | Meenal/ Pari        |                                     |
| 2002 | Akhiyon Se Goli Maare               | Kiran Bhangare      |                                     |
| 2002 | Soch                                | Preeti Sardesai     |                                     |
| 2002 | Agni Varsha                         | Vidhaka             |                                     |
| 2002 | Waah! Tera Kya Kehna                | Salma Khan          |                                     |
| 2003 | Satta                               | Anuradha Sehgal     |                                     |
| 2003 | Pran Jaye Par Shaan Na Jaye         | Laxmi Rathod        |                                     |
| 2003 | Stumped                             | Reema Seth          | ook producent                       |
| 2003 | Qayamat: City Under Threat          | Mamta               |                                     |
| 2003 | LOC Kargil                          | de vrouw van Deepak |                                     |
| 2004 | Jaago                               | Shraddha            |                                     |
| 2004 | Yeh Lamhe Judaai Ke                 | Jaya                |                                     |
| 2004 | Police Force: An Inside Story       | Roma                |                                     |
| 2004 | Aan: Men at Work                    | Roshni Verma        |                                     |
| 2004 | Ek Se Badhkar Ek                    | Kanchan Dhillon     |                                     |
| 2004 | Dobara                              | Ria                 |                                     |
| 2005 | Pehchaan: The Face of Truth         | Mridula             | ook producent                       |
| 2006 | Sandwich                            | Nisha               |                                     |
| 2010 | Laboratory                          | Sohini              | Bengaalse film                      |
| 2011 | Bbuddah... Hoga Terra Baap          | Kamini              | gastoptreden                        |
| 2014 | Pandavulu Pandavulu Tummeda         | Satya               | Telugu film                         |
| 2015 | Bombay Velvet                       | zangeres in club    | cameo                               |
| 2015 | Jai Hind                            | Shruti              | korte film                          |
| 2015 | Do Chehre                           |                     | gastoptreden                        |
| 2017 | Maatr                               | Vidya Chauhan       |                                     |
| 2017 | Hanuman Da' Damdaar                 | Anjani              | Stemacteur, animatiefilm            |
| 2017 | Shab                                | Sonal Modi          |                                     |
| 2019 | Khandaani Shafakhana                |                     | nummer "Sheher ki ladki"            |
| 2022 | K.G.F: Chapter 2                    | Ramika Sen          | Kannada film                        |
| 2023 | One Friday Night                    | Lata Verma          |                                     |
| 2024 | Patna Shuklla                       | Tanvi Shukla        |                                     |
| 2024 | Ghudchadi                           | Menaka              |                                     |

### Webseries
| Jaar | Serie                                  | Rol             | Platform        |
| ---- | -------------------------------------- | --------------- | --------------- |
| 2020 | Fabulous Lives of Bollywood Wives (S1) | gast            | Netflix         |
| 2021 | Aranyak                                | Kasturi Dogra   | Netflix         |
| 2024 | Karmma Calling                         | Indrani Kothari | Disney+ Hotstar |